# مذبحة الحرم الإبراهيمي
مذبحة الحرم الإبراهيمي نفذها باروخ جولدشتاين أو باروخ جولدستين، وهو طبيب عسكري يهودي والمنفذ لمذبحة الحرم الإبراهيمي في مدينة الخليل الفلسطينية فجر يوم الجمعة 15 رمضان عام 1414 هـ / الموافقة لـ 25 فبراير 1994 التي قام بها مع تواطؤ عدد من المستوطنين والجيش في حق المصلين، حيث أطلق النار على المصلين المسلمين في المسجد الإبراهيمي أثناء أدائهم الصلاة فجر يوم جمعة في شهر رمضان، وقد استشهد 29 مصلياً وجرح 150 آخرين قبل أن ينقض عليه مصلون آخرون ويقتلوه.

## شهداء المجزرة
| N  | اسم الشهيد                        | مكان الولادة | تاريخ الولادة | الجنسية | مكان الاستشهاد   |
| -- | --------------------------------- | ------------ | ------------- | ------- | ---------------- |
| 1  | رائد عبد المطلب حسن النتشة        | الخليل       | 1974          | فلسطيني | الحرم الإبراهيمي |
| 2  | علاء بدر عبد الحليم طه أبو سنينه  | الخليل       | 1977          | فلسطيني | الخليل           |
| 3  | مروان مطلق حامد أبو نجمة          | الخليل       | 1962          | فلسطيني | الخليل           |
| 4  | ذياب عبد اللطيف حرباوي الكركي     | الخليل       | 1970          | فلسطيني | الحرم الإبراهيمي |
| 5  | خالد خلوي أبو حسين أبو سنينه      | الخليل       | 1936          | فلسطيني | الحرم الإبراهيمي |
| 6  | نور الدين إبراهيم عبيد المحتسب    | الخليل       | 1972          | فلسطيني | الخليل           |
| 7  | صابر موسى حسني كاتبة بدر          | الخليل       | 1957          | فلسطيني | الحرم الإبراهيمي |
| 8  | نمر محمد نمر مجاهد                | الخليل       | 1960          | فلسطيني | الحرم الإبراهيمي |
| 9  | كمال جمال عبد الغني قفيشة         | الخليل       | 1981          | فلسطيني | الحرم الإبراهيمي |
| 10 | عرفات موسى يوسف برقان             | الخليل       | 1966          | فلسطيني | الحرم الإبراهيمي |
| 11 | راجي الزين عبد الخالق غيث         | الخليل       | 1947          | فلسطيني | الحرم الإبراهيمي |
| 12 | وليد زهير محفوظ أبو حمدية         | الخليل       | 1981          | فلسطيني | الحرم الإبراهيمي |
| 13 | سفيان بركات عوف زاهدة             | الخليل       | 1973          | فلسطيني | الحرم الإبراهيمي |
| 14 | جميل عايد عبد الفتاح النتشة       | الخليل       | 1946          | فلسطيني | الحرم الإبراهيمي |
| 15 | عبد الحق إبراهيم عبد الحق الجعبري | الخليل       | 1939          | فلسطيني | الحرم الإبراهيمي |
| 16 | سلمان عواد عليان الجعبري          | الخليل       | 1957          | فلسطيني | الحرم الإبراهيمي |
| 17 | طارق عدنان محمد عاشور أبو سنينه   | الخليل       | 1980          | فلسطيني | الحرم الإبراهيمي |
| 18 | عبد الرحيم عبد الرحمن سلامة       | الخليل       | 1946          | فلسطيني | الحرم الإبراهيمي |
| 19 | جبر عارف أبو حديد أبو سنينه       | الخليل       | 1983          | فلسطيني | الحرم الإبراهيمي |
| 20 | حاتم خضر نمر الفاخوري             | الخليل       | 1968          | فلسطيني | الحرم الإبراهيمي |
| 21 | سليم ادريس فلاح ادريس             | الخليل       | 1967          | فلسطيني | الحرم الإبراهيمي |
| 22 | رامي عرفات علي الرجبي             | الخليل       | 1983          | فلسطيني | الحرم الإبراهيمي |
| 23 | خالد محمد حمزة عبد الرحمن الكركي  | الخليل       | 1976          | فلسطيني | الحرم الإبراهيمي |
| 24 | وائل صلاح يعقوب المحتسب           | الخليل       | 1966          | فلسطيني | الحرم الإبراهيمي |
| 25 | زيدان حمودة عبد المجيد حامد       | الخليل       | 1968          | فلسطيني | الحرم الإبراهيمي |
| 26 | أحمد عبد الله محمد طه أبو سنينه   | الخليل       | 1969          | فلسطيني | الحرم الإبراهيمي |
| 27 | طلال محمد داود محمود دنديس        | الخليل       | 1968          | فلسطيني | الحرم الإبراهيمي |
| 28 | عطية محمد عطية السلايمة           | الخليل       | 1961          | فلسطيني | الحرم الإبراهيمي |
| 29 | إسماعيل فايز إسماعيل قفيشة        | الخليل       | 1966          | فلسطيني | الحرم الإبراهيمي |
| 30 | نادر سالم محمد صالح زاهدة         | الخليل       | 1975          | فلسطيني | الحرم الإبراهيمي |
| 31 | أيمن أيوب محمد القواسمي           | الخليل       | 1973          | فلسطيني | الحرم الإبراهيمي |
| 32 | عرفات محمود أحمد البايض           | الخليل       | 1966          | فلسطيني | الحرم الإبراهيمي |
| 33 | محمود صادق محمد أبو زعنونة        | الخليل       | 1945          | فلسطيني | الحرم الإبراهيمي |

## منفذ المذبحة غولدشتاين
هو منفذ المجزرة، وهو من سكان مستوطنة كريات أربع وكان قد تتلمذ في مدارس الإرهاب الصهيوني على يدي متخصصين في الإرهاب من حركة كاخ الإرهابية وكان غولدشتاين معروفا لدى المصلين المسلمين حيث كان في كثير من الأوقات يشاهدوه وهو يتبختر أمام المصلين الداخلين والخارجين إلى الحرم الإبراهيمي.
وكان قد أصر على قتل أكبر عدد من المصلين وأعد الخطط لذلك وكان هدفه الوحيد هو اقتلاع الوجود الفلسطيني من البلدة القديمة في الخليل.
وهب جلّ اهتمامه بقتل الفلسطينيين حتى نفذ مهمته في 25 من شهر شباط عام 1994، واستطاع قتل (29) مصلياَ احتشدوا لصلاة الفجر في ذلك التاريخ وأصاب العشرات بجروح من بين (500) مصل كانوا يتعبدون في الحرم الإبراهيمي في الخامس عشر من شهر رمضان لذلك العام.
وكان غولدشتاين قد تدرب على تنفيذ مهمته داخل معسكرات صهيونية داخل فلسطين المحتلة وخارجها وكان معروفا بحقده الشديد على العرب.
وبعد تنفيذه للمجزرة دفن في مكان قريب من مستوطنة كريات أربع ولا يزال يعامله المستوطنون على أنه قديس حيث أحرز قصب السبق بقتل العشرات من الفلسطينيين بصورة شخصية بالرغم من حصوله على مساندة الجيش والمستوطنين من أحفاد حركة كاخ المتطرفة.

## دور جنود الاحتلال الإسرائيلي في المذبحة

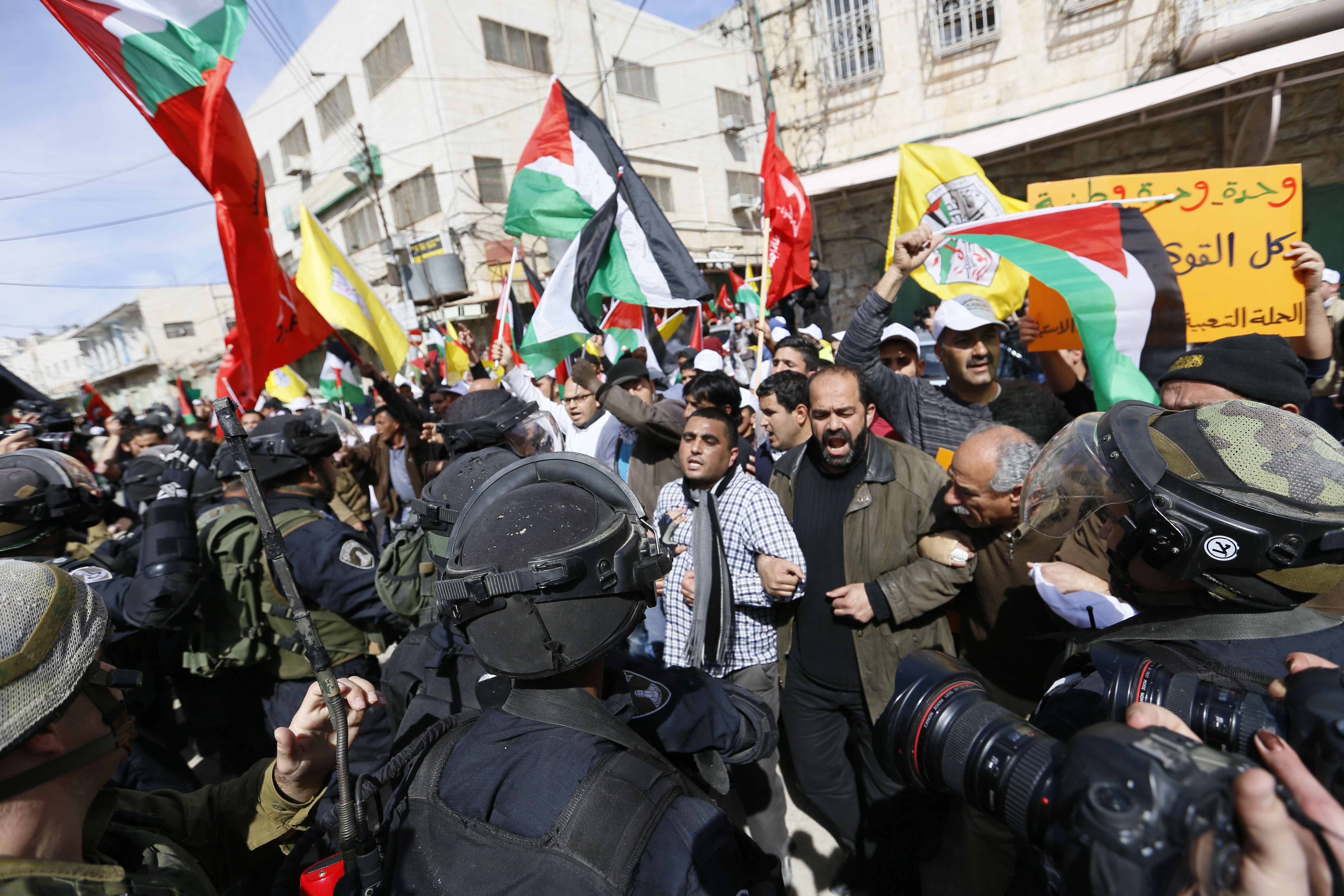
الجيش الإسرائيلي يمنع متظاهرين فلسطينيين من الوصول إلى شارع الشهداء المغلق منذ العام 1994 في الذكرى العشرين لمذبحة الحرم الإبراهيمي.

عند تنفيذ المذبحة قام جنود الاحتلال الإسرائيلي الموجودون في الحرم بإغلاق أبواب المسجد لمنع المصلين من الهرب، كما منعوا القادمين من خارج الحرم من الوصول إلى ساحته لإنقاذ الجرحى، وفي وقت لاحق استشهد آخرون برصاص جنود الاحتلال خارج المسجد وفي أثناء تشييع جثث القتلى مما رفع مجموع الضحايا إلى 50 شهيد قتل 29 منهم داخل المسجد.
أراد باروخ جولدشتاين من خلال عمله أن يفشل محادثات السلام بين الإسرائيليين والفلسطينيين اثر توقيع اتفاقية أوسلو. وكان يهدف كذلك إلى إثارة الفتنة بين الفلسطينيين مما سيؤدي إلى اشتباكات بينهم وتقويض الاتفاقية.
على إثر المجزرة تم فرض حركة منع تجول على المدينة من قبل السلطات الإسرائيلية. تم كذلك حظر حركتي كاخ وكاهان شاي بموجب قوانين مكافحة الإرهاب.

### الجيش الإسرائيلي ساعد المجرم
ويؤمن كل مصلٍ حضر إلى الصلاة في ذلك اليوم أن الخطة كانت مبيتة وأن الجيش كان متورطا في المجزرة وقد أكد شهود عيان نجو من المجزرة أن أعداد الجنود الذين كانوا للحراسة قلّت بشكل ملحوظ فيما كان المتطرف غولدشتاين يلبس بزة عسكرية علما أنه كان جندي احتياط ولم يكن جنديا عاملا على الحراسة.
ويقول المواطن المقعد محمد أبو الحلاوة وهو أحد معاقي المجزرة : لا يمكن إعفاء الجيش من المسؤولية، عندما قام غولدشتاين بإطلاق النار على المصلين هرب المصلون باتجاه باب المسجد حيث وجدوه مغلقا علما بأنه لم يغلق من قبل أثناء أداء الصلاة بتاتا وعندما توالت أصوات المصلين بالنجدة كان الجنود يمنعون المواطنين الفلسطينيين من التوجه إلى داخل الحرم للقيام بإنقاذ المصلين.
ثمة أمر آخر وهو أن المستوطنين كانوا دوما يهددون المصلين وعلى مسمع من الجنود الصهاينة قائلين (سوف نقتلكم وسوف ترون ما سنفعل) ويتساءل الكثير ممن نجو من المجزرة كيف يمكن لشخص واحد أن يقتل هذا العدد من غضون دقائق معدودة وكيف يستطيع شخص مثله أن يحمل كل هذه الذخيرة داخل الحرم دون مشاهدة الجنود أو علمهم.

## لجنة شمغار
وفي نفس اليوم تصاعد التوتر في مدينة الخليل وقراها وكافة المدن الفلسطينية وقد بلغ عدد الشهداء الذين سقطوا نتيجة المصادمات مع جنود الاحتلال إلى (60) شهيدا وللعمل على تهدئة الوضع عينت حكومة الإرهاب الصهيونية لجنة لتقصي الحقائق أطلق عليها اسم لجنة (شمغار) وقد ضمت عددا من الشخصيات الصهيونية ومؤسسات إنسانية أخرى وقد خرجت اللجنة بعد عدة أشهر على تشكيلها بقرارات هزيلة تدين الضحية وبعد إغلاق البلدة القديمة في الخليل لأكثر من ستة أشهر تم تقسيم الحرم الإبراهيمي إلى قسمين يسيطر اليهود فيه على القسم الأكبر فيما يخصص جزء منه للمسلمين، ويستخدم المستوطنين المسجد بكامله خلال الأعياد الصهيونية ولا يسمح فيها برفع الآذان في الحرم أو دخول المصلين المسلمين.

## الرد الفلسطيني
حدثت سلسلة من العمليات الانتقامية نفذتها كتائب الشهيد عز الدين القسام الجناح العسكري لحركة حماس من تخطيط المهندس يحيى عياش قائد كتائب القسام بالضفة الغربية رداً على مجزرة الحرم الإبراهيمي.

## وصلات خارجية
- في ذكرى المجزرة - شبكة فلسطين للحوار
- عشرة اعوام على المجزرة